# Michael Reynolds
George Salisbury Chase, conocido también con el nombre artístico de Michael Reynolds, (Brooklyn, Nueva York, Estados Unidos, 23 de octubre de 1909 - Huntington, Nueva York, Estados Unidos, 1 de agosto de 1972) fue un compositor musical estadounidense de temas instrumentales para cine y televisión. Contribuyó con música de fondo para diversas películas y series de televisión clásicas de última mitad del siglo 20.
Su reconocida obra se realizó bajo la visión del empresario musical Thomas J. Valentino. En 1957, George Chase es contratado por R.T.F. Music Publishing Corp., subsidiaria de Thomas J. Valentino, Inc., para la composición de música de fondo destinada a películas. Chase tomó como nombre artístico de Michael Reynolds para realizar gran parte de todas sus composiciones, la cual compuso para el sello Major Records, también perteneciente a Valentino.
En Estados Unidos, su obra musical destacó dentro de la temporada de 1955-56 de Las Aventuras de Superman y la película de terror y ciencia ficción de culto Plan 9 del espacio exterior (1957). En ambos proyectos, fueron utilizados sus temas "Dark of the Moon", "Mystic Night", "Hypertension" y "Vigil".
Para el público hispanohablante, varios de sus temas se hicieron conocidos por haber sido incluidos en diversas producciones televisivas realizadas para su idioma. Las canciones instrumentales "Animation #1", "Animation #2", "Animation # 3", "Winky Dink" y "Cartoon Mysteries" fueron las que más veces fueron incorporadas como fondo musical para las versiones dobladas al español de los clásicos episodios de El pájaro Loco y de la serie infantil de Fantasías animadas de ayer y hoy (que incluían cortometrajes de dibujos animados de Popeye el marino realizados por Famous Studios y de las caricaturas de Warner Bros, Looney Tunes y Merrie Melodies). El director, guionista y comediante mexicano Roberto Gómez Bolaños "Chespirito" también utilizó los mencionados temas en numerosas ocasiones, y también muchos más compuestos e interpretados por Reynolds, para ser música de fondo de sus programas cómicos televisivos El Chavo del 8 y Chespirito.

## Discografía
- TJV 84 (1966)